# Vật thể liên sao
Vật thể liên sao (tiếng Anh: interstellar object) là một thiên thể không phải là sao hoặc thiên thể nhỏ hơn sao nằm trong không gian liên sao và không được khóa hấp dẫn (gravitationally bound) với một sao. Thể loại này có thể bao gồm các tiểu hành tinh hoặc sao chổi (hoặc sao chổi ngoài hệ Mặt Trời). Hiện tại, trừ các sao chổi đã biết đến trong Hệ Mặt Trời và các sao chổi ngoài hệ Mặt Trời đã biết đến, chúng ta chỉ có thể nhận ra một sao chổi liên sao nếu nó vượt qua Hệ Mặt Trời; nó được phân biệt với sao chổi đám mây Oort vì quỹ đạo theo đường hyperbol rất cường điệu, cho biết rằng nó không được khóa hấp dẫn với Mặt Trời.
Cho đến 2017, vật thể có độ lệch tâm quỹ đạo lớn nhất được biết đến, C/1980 E1, chỉ có độ lệch tâm 1,057, rất ít hơn độ lệch tâm dự đoán của một sao chổi liên sao. Vào năm 2017, vật thể liên sao đầu tiên được khám phá, 1I/ʻOumuamua (trước đây được gọi C/2017 U1—PANSTARRS và A/2017 U1). Vật thể này có độ lệch tâm vào khoảng 1,195. Ban đầu nó có định danh là C/2017 U1 vì nó được cho là sao chổi; tuy nhiên, nó được đổi tên thành A/2017 U1 vì không thấy hoạt động sao chổi. Sau khi tính liên sao được xác nhận, nó được đổi tên thành 1I/ʻOumuamua: số 1 vì nó là vật thể đầu tiên được khám phá trong thể loại này, "I" có nghĩa interstellar (liên sao), và 'Oumuamua trong tiếng Hawaii có nghĩa "người tiền phong đưa tin từ xa". Vào năm 2019, thêm một vật thể liên sao nữa được phát hiện là 2I/Borisov. Sớm hơn trước đó, vào năm 2014, một vật thể liên sao khác va chạm với Trái Đất. Hiện tượng này đã được công nhận bởi Bộ Tư lệnh Không gian Hoa Kỳ vào năm 2022.